# Angel Links
Angel Links (星方天使エンジェルリンクス, Seihō Tenshi Enjeru Rinkusu, lit. "Àngels de les Estrelles: Lligams Àngel") és una sèrie d'anime produïda per Sunrise Studio. Va ser originalment emesa en la cadena de televisió japonesa WOWOW del 7 d'abril al 30 de juny de 1999.